# Otocytherella
Otocytherella is een geslacht van kreeftachtigen uit de klasse van de Ostracoda (mosselkreeftjes).

## Soorten
- Otocytherella duenbinga Hu & Tao, 2008
- Otocytherella eheha Hu & Tao, 2008